# Annona angustifolia
Annona angustifolia är en kirimojaväxtart som beskrevs av Huber. Annona angustifolia ingår i släktet annonor, och familjen kirimojaväxter. Inga underarter finns listade i Catalogue of Life.